# 杨祥波
杨祥波（1962年12月22日—2020年6月2日），广东省陆河县人，中国企业家，香港岁宝集团有限公司前董事长，第八、九、十、十二届全国政协委员。

## 生平
1962年生于广东省陆河县。1984年到深圳从事建材贸易行业。1987年移居香港。1992年，在深圳成立大江南商场百货店。1993年，获得哈尔滨工业大学颁授的工程荣誉博士学位。1993年哈尔滨市到香港招商时，杨祥波出资4700万元，与哈尔滨石油化学工业集团合资成立岁宝热电股份有限公司，1994年8月在上海证券交易所上市。1994年至2003年，任哈尔滨岁宝热电股份有限公司董事长。1996年，在深圳市成立岁宝百货控股（中国）有限公司，业务覆盖零售百货、投资等领域。期间在1993年至1995年任招商银行董事；1995年至2003年，任中国民生银行董事。
1995年，杨祥波在深圳成立岁宝百货，1996年开设首家百货店。2010年11月17日，岁宝百货在港交所主板挂牌上市。2008年11月5日，杨祥波获委任为岁宝百货执行董事兼董事会主席。2018年9月26日，调任董事会联席主席。
2010年后积极从事公益活动。2014年，通过同心慈善基金会捐助深圳市坪山同心外国语学校。2018年初，公开捐助香港公开大学的上城街校园发展项目。2018年3月30日，捐赠一亿元人民币在香港中文大學（深圳）成立祥波书院。2020年5月26日，因健康原因停止担任董事会联席主席等职位。由儿子杨题维接任。2020年6月2日上午10时50分在深圳逝世。